# Julia Harting
Julia Harting, nata Fischer (Berlino, 1º aprile 1990), è una discobola tedesca.

## Palmarès
| Anno | Manifestazione    | Sede           | Evento           | Risultato | Prestazione | Note |
| ---- | ----------------- | -------------- | ---------------- | --------- | ----------- | ---- |
| 2007 | Mondiali allievi  | Ostrava        | Lancio del disco | Oro       | 51,39 m     |      |
| 2008 | Mondiali juniores | Bydgoszcz      | Lancio del disco | Argento   | 54,69 m     |      |
| 2009 | Europei juniores  | Novi Sad       | Lancio del disco | Argento   | 55,11 m     |      |
| 2011 | Europei under 23  | Ostrava        | Lancio del disco | Oro       | 59,60 m     |      |
| 2012 | Europei           | Helsinki       | Lancio del disco | 5ª        | 62,10 m     |      |
| 2012 | Olimpiadi         | Londra         | Lancio del disco | 19ª       | 60,23 m     |      |
| 2013 | Mondiali          | Mosca          | Lancio del disco | 13ª (q)   | 60,09 m     |      |
| 2014 | Europei           | Zurigo         | Lancio del disco | 5ª        | 61,20 m     |      |
| 2015 | Mondiali          | Pechino        | Lancio del disco | 5ª        | 63,88 m     |      |
| 2016 | Europei           | Amsterdam      | Lancio del disco | Argento   | 65,77 m     |      |
| 2016 | Olimpiadi         | Rio de Janeiro | Lancio del disco | 9ª        | 62,67 m     |      |
| 2017 | Mondiali          | Londra         | Lancio del disco | 9ª        | 61,43 m     |      |

## Altre competizioni internazionali
2013
- Campionati europei a squadre di atletica leggera ( Gateshead)

2014
- 6ª al DN Galan ( Stoccolma), lancio del disco - 62,28 m
- 6ª al Weltklasse Zürich ( Zurigo), lancio del disco - 61,14 m

2015
- Argento agli FBK-Games ( Hengelo), lancio del disco - 62,78 m
- 5ª al Sainsbury's Birmingham Grand Prix ( Birmingham), lancio del disco - 61,98 m
- 5ª agli Europei a squadre ( Čeboksary), lancio del disco - 57,74 m